# Michel Garretta
Michel Garretta (né le 23 mai 1944 à Paris) est un médecin français, ancien directeur du Centre national de transfusion sanguine (CNTS) et principal condamné dans l'affaire du sang contaminé. Accusé d'avoir privilégié des objectifs de rentabilité financière aux considérations éthiques et déontologiques de la médecine, il a été reconnu coupable d'avoir sciemment distribué à des patients hémophiles, de 1984 à la fin de l'année 1985, des produits sanguins contaminés par le virus du sida.

## Poursuites et condamnations
Inculpé pour « tromperie » et « non-assistance à personne en danger » dans l'affaire du sang contaminé, le Dr Garretta est condamné le 23 octobre 1992 à une peine de quatre ans de prison ferme (la peine la plus lourde prononcée dans cette affaire), ainsi qu'à une amende de 500 000 FF (76 k€). Aux États-Unis au moment où la justice française prononce sa condamnation, Michel Garretta reprend l'avion pour Paris la semaine suivante. Il fait appel de cette décision, qui est confirmée par la cour d'appel le 13 juillet 1993. Il est incarcéré du 28 octobre 1992 au 15 mai 1995.

## Controverse juridique

### Volet pénal
Le 19 juillet 1994, le Dr Garretta est à nouveau mis en examen pour faits d'ingérence. On lui reproche alors d'avoir cumulé les fonctions de directeur du CNTS et d'administrateur et d'actionnaire de la société Haemonics Corporation, une firme américaine fournissant des produits sanguins et du matériel médical au CNTS. L'enquête porte également sur les relations commerciales qu'entretenait le CNTS avec l'entreprise française Espace-Vie, chargée de la recherche sur les produits sanguins.
Le 28 juillet 1994, la juge d'instruction Odile Bertella-Geffroy prononce la mise en examen de Michel Garretta pour « empoisonnement ». Cette décision suscitera une vive controverse juridique au sujet de la possibilité de renvoyer devant une cour pénale une affaire précédemment jugée.
Le 10 mai 1995, Odile Bertella-Geffroy place Michel Garretta sous contrôle judiciaire, avec interdiction de quitter l'Union européenne ainsi que de rencontrer les sept autres personnes mises en examen sur ce dossier, dont le Dr Jean-Pierre Allain, un ancien adjoint du CNTS libéré en août 1994.
La mise en examen du Dr Garretta pour « empoisonnement » suscite de vives réactions dans le monde de la magistrature, controverse qui gagne l'opinion publique par relais médiatique.
En effet, les avocats de Michel Garretta, Mes Xavier Charvet et François Morette, protestent contre cette mise en accusation en invoquant l'autorité de la chose jugée. Ils sont soutenus dans cette démarche par le Barreau de Paris qui considère que, tous les recours étant épuisés et en l'absence d'éléments nouveaux, un tribunal ayant déjà instruit l'affaire, le Dr Garretta, jugé et reconnu coupable, ne peut être à nouveau poursuivi pour des faits identiques.
Il s'agit ici de la possibilité, soulevée par cette nouvelle mise en examen, de renvoyer en jugement une partie du dossier traité en 1993, et donc de remettre partiellement en cause l'irrévocabilité de la décision du tribunal correctionnel.
En l'occurrence, l'autorité de la chose jugée serait ici constituée par l'arrêt de la Cour d'appel de Paris en date du 13 juillet 1993, qui a confirmé le jugement du tribunal correctionnel et donc la condamnation initiale de Michel Garretta.
Cette affaire a donné lieu à un arrêt de la chambre criminelle de la Cour de cassation en date du 16 juin 1994 par lequel celle-ci a refusé de casser la décision de la cour d'appel fondée sur le délit de tromperie tout en laissant la possibilité de poursuites séparées pour le crime d'empoisonnement.
Le flou juridique qui entoure la décision de la Cour de cassation fera l'objet de nombreuses critiques, qui estiment que la Cour aurait dû statuer clairement sur la situation : soit en cassant la partie de l'arrêt initial qui contestait l'empoisonnement, soit en rejetant définitivement les pourvois.
Dans cette controverse, les juristes opposés à un nouveau jugement reprochent à la Cour de cassation de ne pas trancher en raison de la pression exercée par l'opinion publique et les médias dans l'affaire du sang contaminé. En effet, pour une partie de l'opinion publique mais aussi pour les familles des victimes hémophiles, ainsi que pour plusieurs associations dont l'Association des polytransfusés, la mise en accusation pour empoisonnement apparaît importante puisqu'il s'agit d'une charge criminelle, devant conduire le Dr Garretta à être jugé devant une cour d'assises, et non devant un tribunal correctionnel comme cela avait été le cas en 1993 pour de « simples » faits délictuels.
Finalement, la chambre d'accusation de la Cour d'appel de Paris lèvera, le mardi 23 août 1994, le mandat de dépôt délivré à l'égard du Dr Garretta à la suite de sa mise en examen par la juge d'instruction. La Cour a estimé que le maintien en détention du Dr Garretta n'apparaissait pas justifié et a donc ordonné sa remise en liberté. En revanche, la Cour ne s'est pas prononcée sur la validité de la mise en jugement.
Le 13 novembre 1998, André Dana, expert auprès de la cour d'appel de Paris, remet un rapport à la justice qui révèle qu'entre 1989 et 1992, la fondation nationale de la transfusion sanguine, structure faîtière du CNTS a essuyé des pertes de 110 456 804 FF (15,6 millions d'€) inhérentes au groupe Espace Vie, filiales privées de diversification du CNTS. De Curative Technologies spécialisée en produits de cicatrisation à TM Innovation spécialisée dans le développement des protéines thérapeutiques, les pertes financières pour la fondation apparaissent très importantes.

### Volet civil

#### Première procédure
En juin 1991, avant le procès qui s'annonce pour Michel Garretta, il négocie avec son employeur, le Centre National de Transfusion Sanguine, les conditions de son départ de la structure. Deux conventions sont signées l'une pour sécuriser la rupture de son contrat de travail avec le versement d'une indemnité de rupture, l'autre pour indemniser le préjudice moral et social au regard de la campagne de presse. Entre 1995 et 2000, une bataille juridique est lancée entre Michel Garretta et le CNTS au sujet de l'indemnité de rupture du contrat de travail. Le conseil des prud'hommes et la cour d'appel de Paris donnent raison une première fois au Docteur Garretta tandis que la cour d'appel de Versailles et surtout la chambre sociale de la cour de cassation condamnent en mai 2000 Michel Garretta à verser à son ancien employeur la somme de 894 223 FF (136 k€).

#### Seconde procédure
En mars 2002, Michel Garretta engage une nouvelle procédure devant le conseil des prud'hommes pour contester son licenciement et réclame 2 millions d'euros d'indemnités pour licenciement abusif. Sa demande est rejetée en septembre 2003 puis en appel en octobre 2005. En avril 2007, la chambre sociale de la cour de cassation le condamne à nouveau à verser la somme de 900 000 euros.

#### Création d'une société
En 2008, il crée une société puis la place en liquidation quelques mois plus tard. Conséquence, l'établissement français du sang (EFS) qui a succédé au CNTS est dans l'impossibilité de percevoir le moindre argent auprès de l'ancien médecin. L'EFS tente en septembre 2012 une saisie sur la pension de retraite de l'intéressé. Son avocat François Morette fait ouvrir une nouvelle procédure de liquidation judiciaire à l'encontre de son client qui le rend de nouveau insolvable. De ce fait, sa retraite demeure insaisissable. En septembre 2014, l'EFS écrit une nouvelle fois au liquidateur judiciaire pour réclamer 1,5 million d'euros.

## Vie professionnelle
À sa sortie de prison le 15 mai 1995, Michel Garretta aspire à reprendre une vie normale. Proche de Maurice Rozet qui dirige le cabinet d'approche directe de cadres dirigeants, CPM Search, il intègre la structure de conseil en recrutement en tant que salarié. Entre 1995 et 2009, Michel Garretta est salarié puis associé au sein du cabinet de chasse de têtes qui devient Alexander Hughes en juillet 1998. À Bruxelles, dans le cadre de ses fonctions de chasseur de têtes, il apparaît sur le site d'un photographe d'entreprise, Ezequiel Scagnetti, le 5 septembre 2005. En 2007, il va travailler au bureau du cabinet de recrutement basé au Luxembourg, puis est nommé managing partner pour les bureaux du Danemark, de la Finlande, de la Suède et de la Norvège. Le 31 août 2018, le site d'informations financières Bloomberg indique que Michel Garretta ferait toujours partie des effectifs du cabinet conseil situé au 100, avenue de Suffren à Paris.